# جایزه بزرگ ایالات متحده ۱۹۷۰
جایزه بزرگ ایالات متحده ۱۹۷۰ (انگلیسی: ‎1970 United States Grand Prix‎) یک مسابقهٔ موتوری در رشتهٔ اتومبیل‌رانی فرمول یک بود که در تاریخ ۴ اکتبر ۱۹۷۰ در مسیر مسابقه جایزه بزرگ واتکینز گلن واقع در واتکینز گلن، نیویورک، ایالات متحده آمریکا برگزار شد. این گراند پری در میان ۱۳ گراند پری در فصل ۱۹۷۰، مسابقهٔ شمارهٔ ۱۲ بود.
در این مسابقه که در ۱۰۸ دور و به مسافت ۴۰۸٫۲ کیلومتر (۲۵۳٫۶۴۴ مایل) برگزار شد، پول پوزیشن توسط ژاکی ایکس کسب شد و سریع‌ترین زمان برای طی یک دور پیست که برابر با ۱:۰۲٫۷۴ بود نیز توسط ژاکی ایکس به ثبت رسید.
امرسون فیتیپالدی از تیم لوتوس-فورد، پدرو رودریگز از تیم بی‌آرام و رینه ویسل از تیم لوتوس-فورد به‌ترتیب مقام‌های اول تا سوم مسابقه را کسب کردند.

## رده‌بندی قهرمانی پس از مسابقه
|       | جایگاه | راننده       | امتیاز |
| ----- | ------ | ------------ | ------ |
|       | ۱      | جوهن رایندت  | ۴۵     |
|       | ۲      | ژاکی ایکس    | ۳۱     |
|       | ۳      | کلی رگاتزونی | ۲۷     |
|       | ۴      | جکی استوارت  | ۲۵     |
|       | ۵      | جک برابام    | ۲۵     |
| منبع: |        |              |        |

|       | جایگاه | سازنده      | امتیاز |
| ----- | ------ | ----------- | ------ |
|       | ۱      | لوتوس-فورد  | ۵۹     |
|       | ۲      | فراری       | ۴۶     |
|       | ۳      | مارچ-فورد   | ۴۵     |
|       | ۴      | برابام-فورد | ۳۵     |
|       | ۵      | مک‌لارن-فورد | ۳۱     |
| منبع: |        |             |        |

یادداشت
- تنها پنج جایگاه نخست از هر رده‌بندی نمایش داده شده‌است.